# Civitavecchia
Civitavecchia (ejtsd: csivitávekijá) városi rangú település Olaszországban, Lazio régióban. Kikötőváros, a Tirrén-tenger partján fekszik. A várostól délkeletre található az ország fővárosa, Róma, s ez Róma legfontosabb kikötője.

## Neve
Nevének jelentése: ősi város.

## Története
A modern város már több etruszk település romjaira épült. A kikötőt a 2. században alakították ki, Traianus idejében. Az első írásos előfordulása Centum Cellae néven maradt fent. A középkorban Centumcellae-t erős erőd védte. 828-ban elfoglalták a szaracénok, majd később a pápai állam kebelezte be. 1849-ben elfoglalták a franciák. 1859-ben nyílt meg a Róma–Civitavecchia-vasútvonal. A második világháborúban a várost súlyos pusztítás érte, és rengeteg civil áldozat volt.

## Gazdaság
A gazdaság alapja a kikötő, valamint az újabban fellendülőben levő átmenő idegenforgalom, ami annak köszönhető, hogy a tenger felől érkezve Civitavecchia kötelező állomás a Rómába tartók számára. Civitavecchia nagy tengeri körutazások egyik fő kiindulópontja a Földközi-tenger térségében. Menetrendszerű hajójáratok indulnak innen Szardíniára, Szicíliára, Máltára, Barcelonába és Tuniszba is.
Valamint a város ad otthont két hőerőműnek.

## A várossal kapcsolatos események
- A település közelében 2013-ban autóbalesetben elhunyt Giuliano Gemma olasz színész-szobrász, a hajdani spagettiwesternek sztárja.

## Testvérvárosai
- Amelia, Olaszország
- Betlehem, Palesztina
- Ishinomaki, Japán
- Nantong, Kína
- Tivat, Montenegró

## Képek

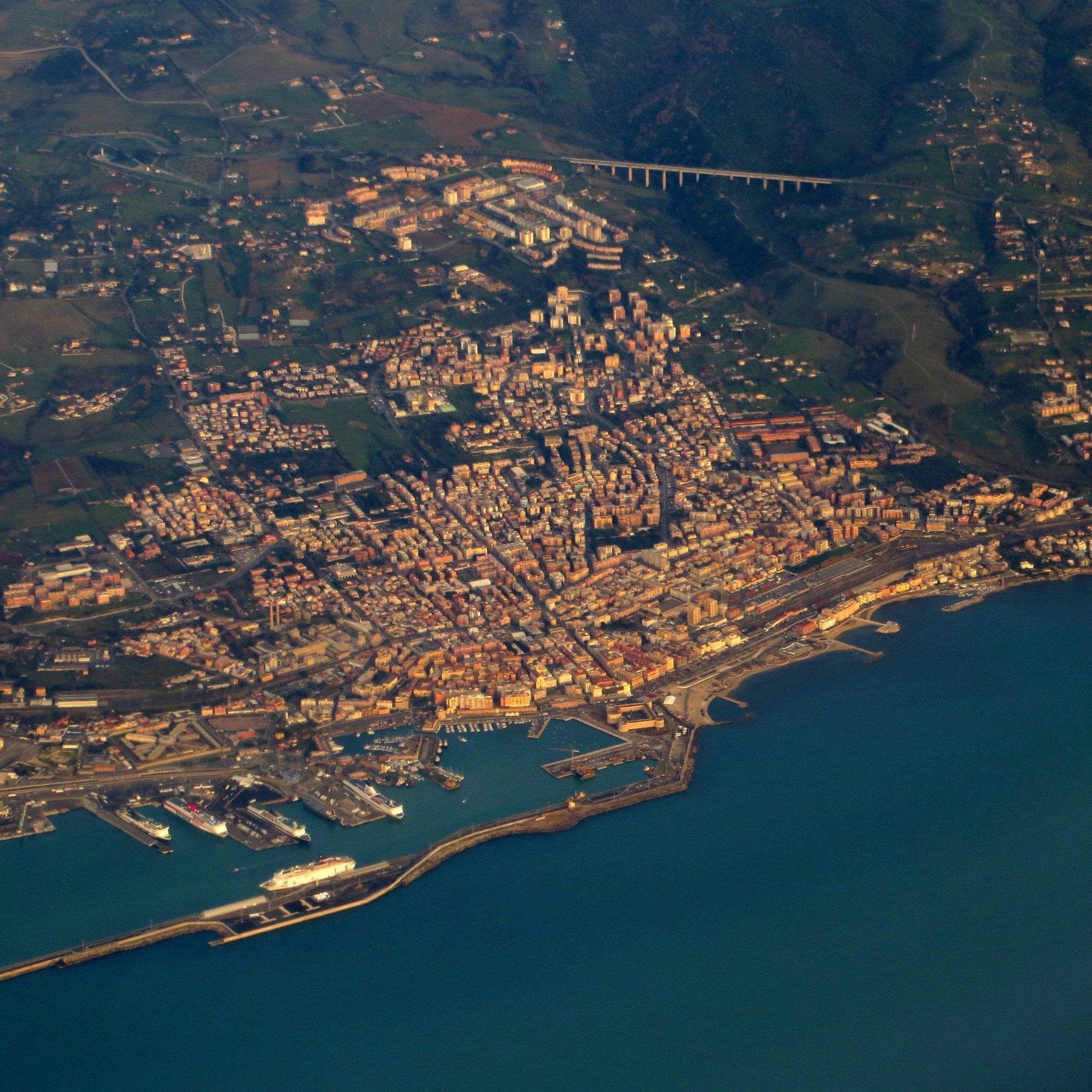
Légifotó
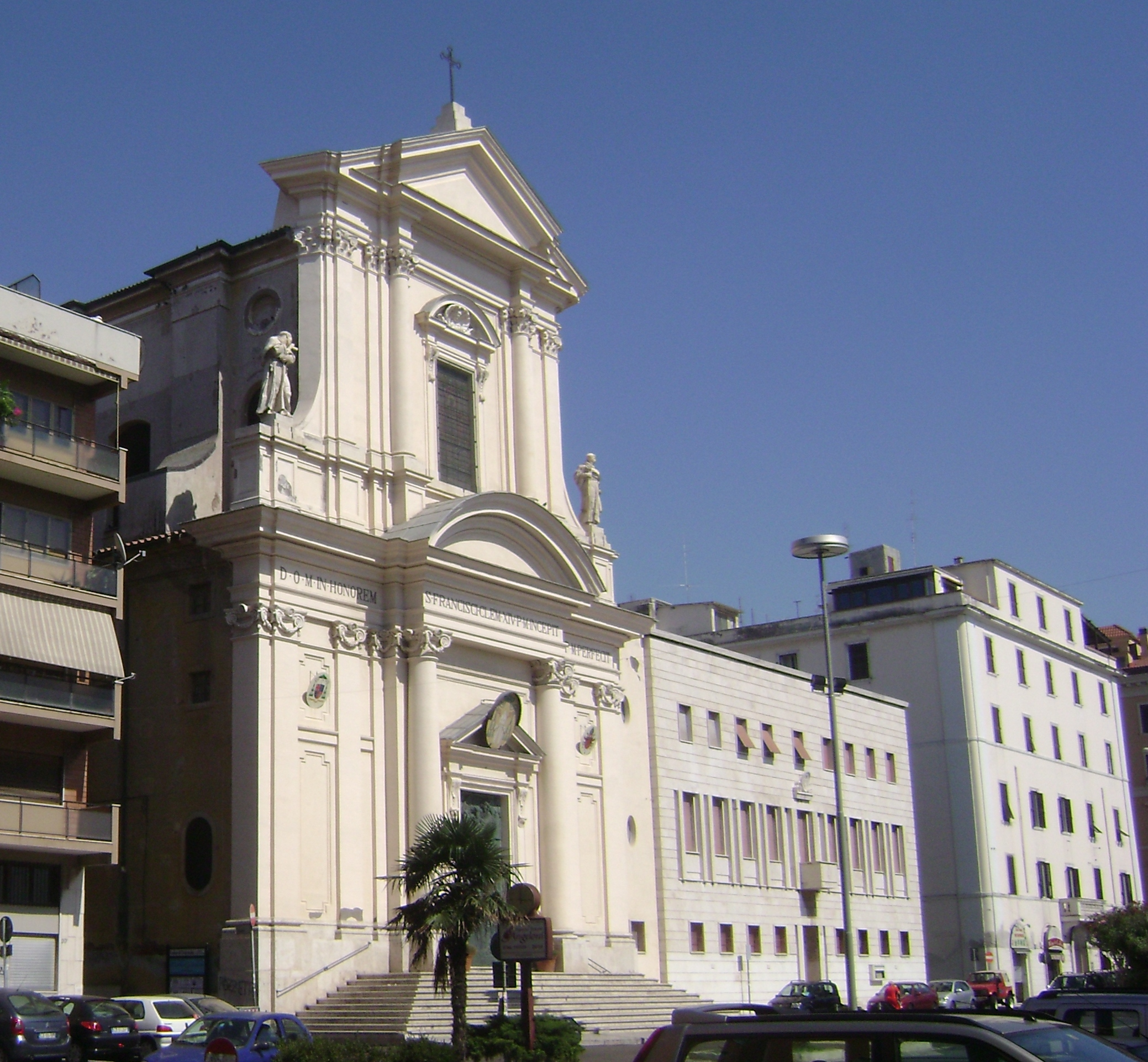
Assisi Szent Ferenc-katedrális
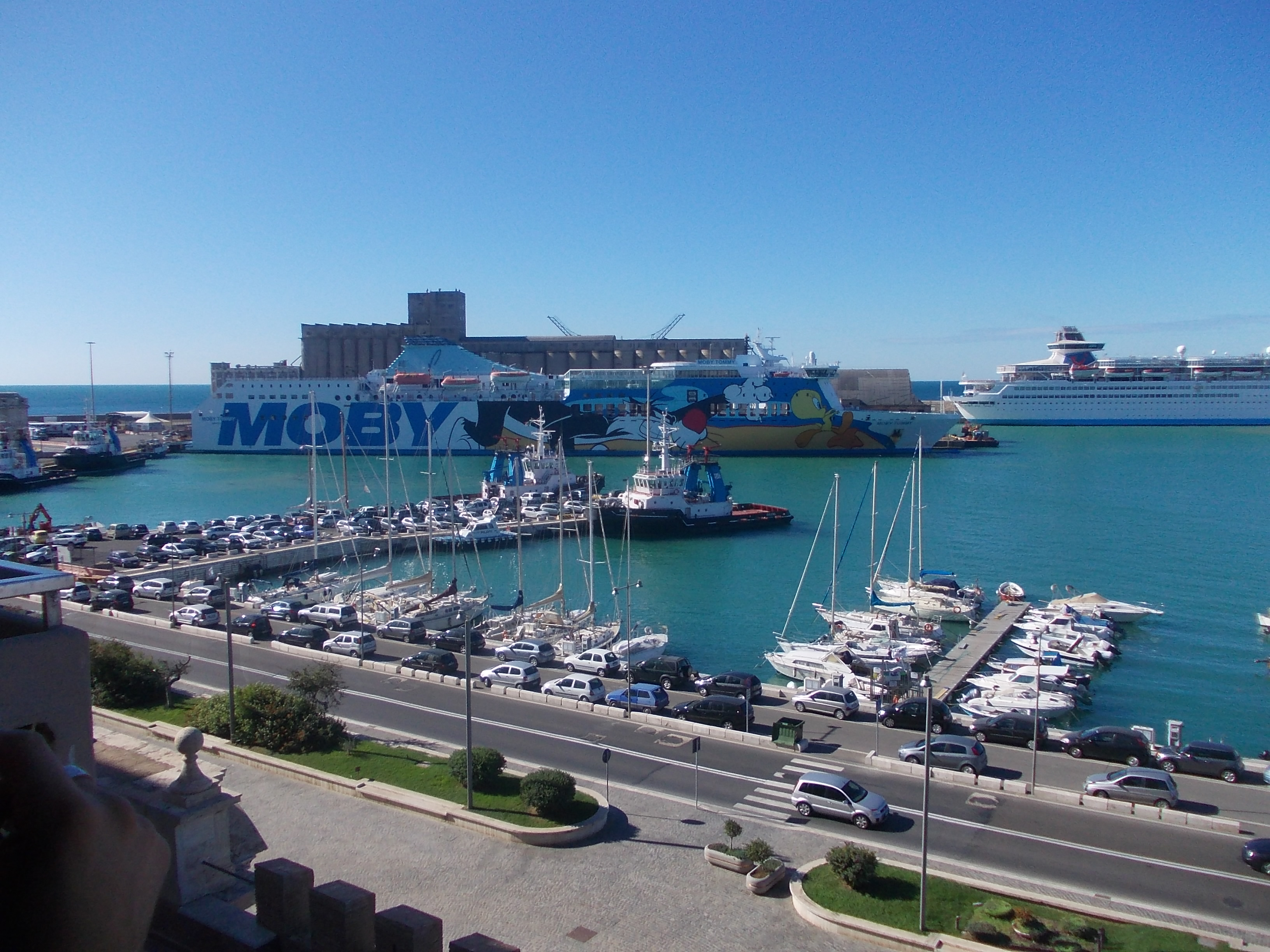
Kikötő
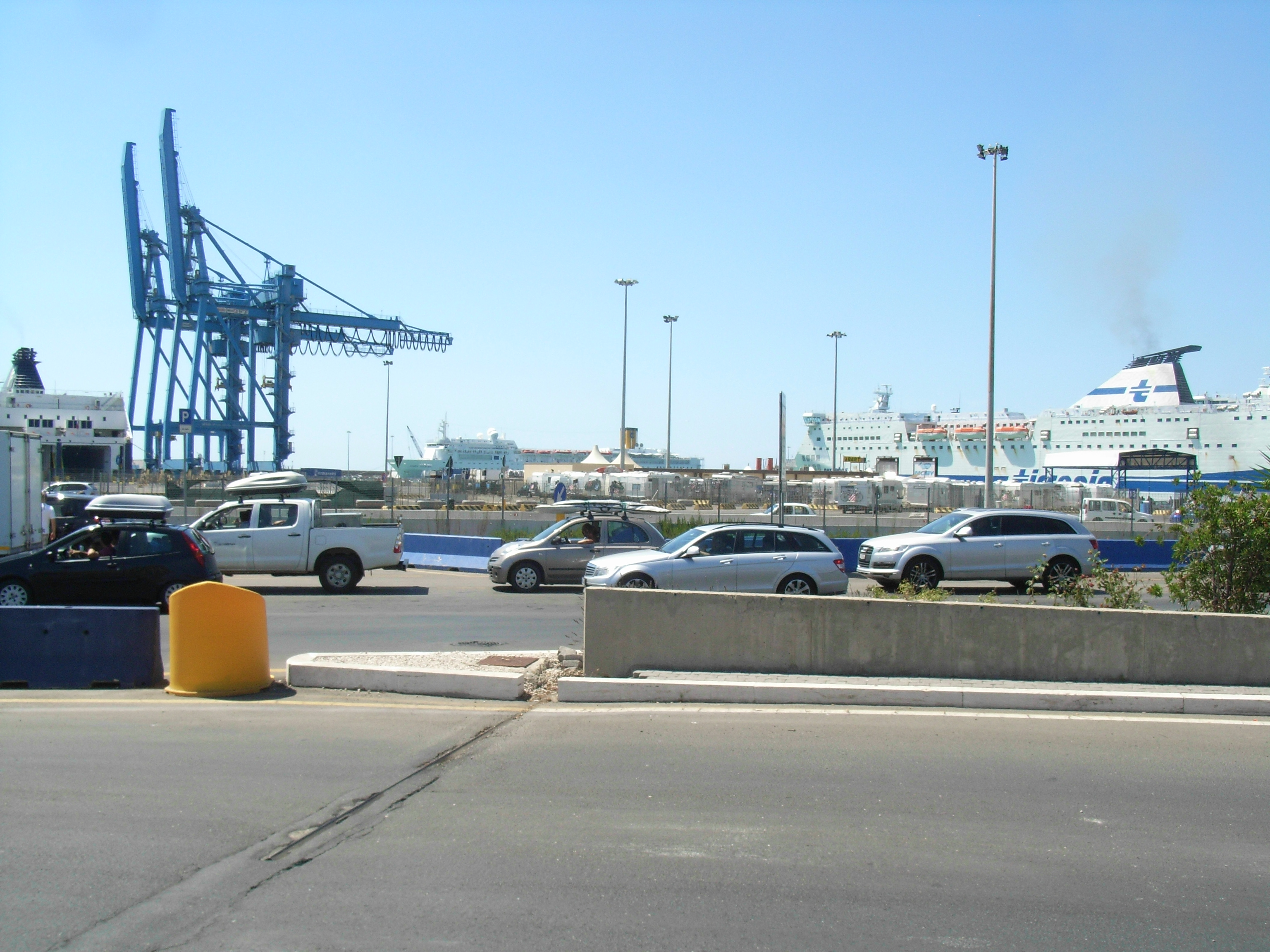
Kikötő
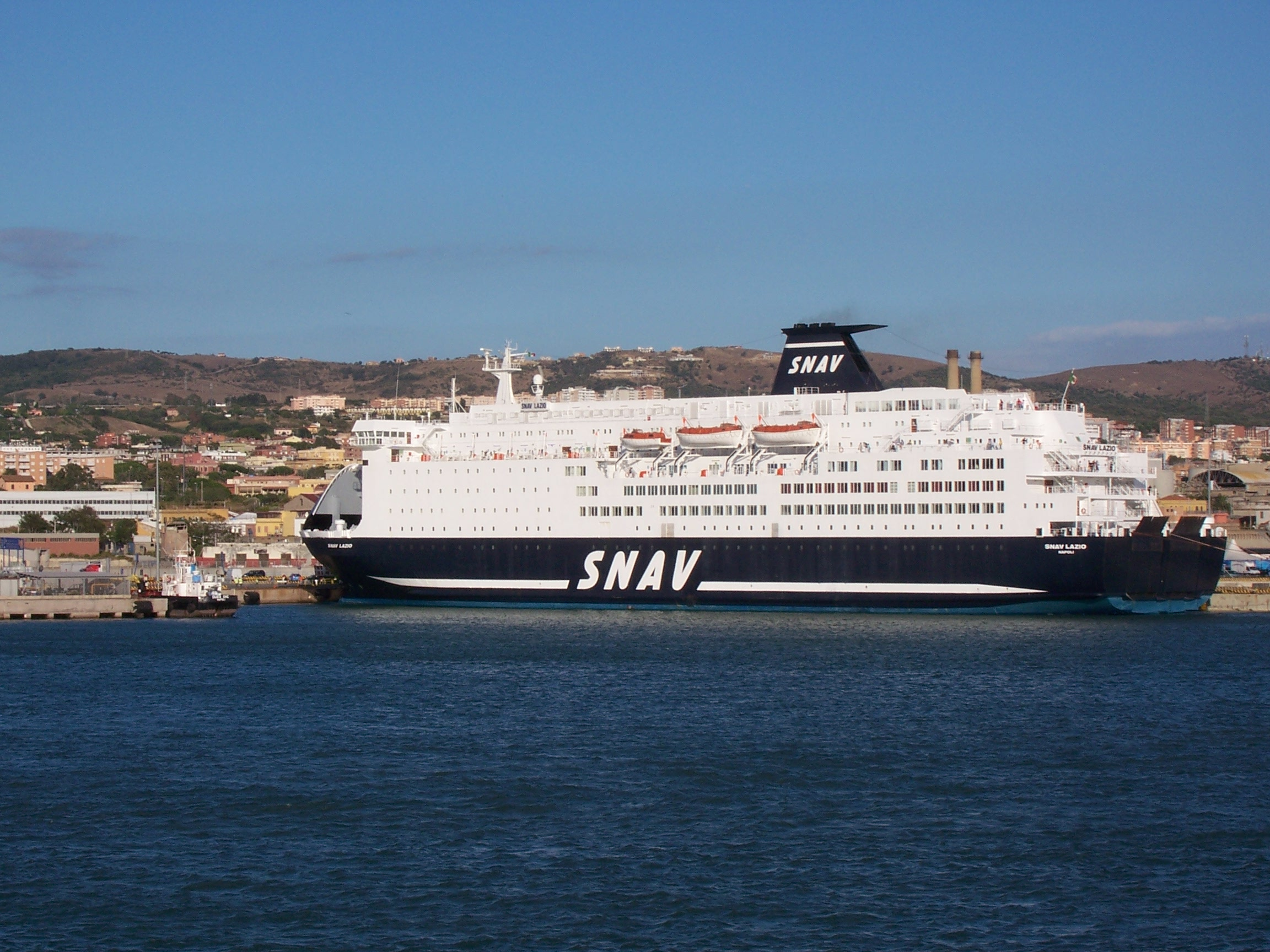
Egy komp a kereskedelmi kikötőben
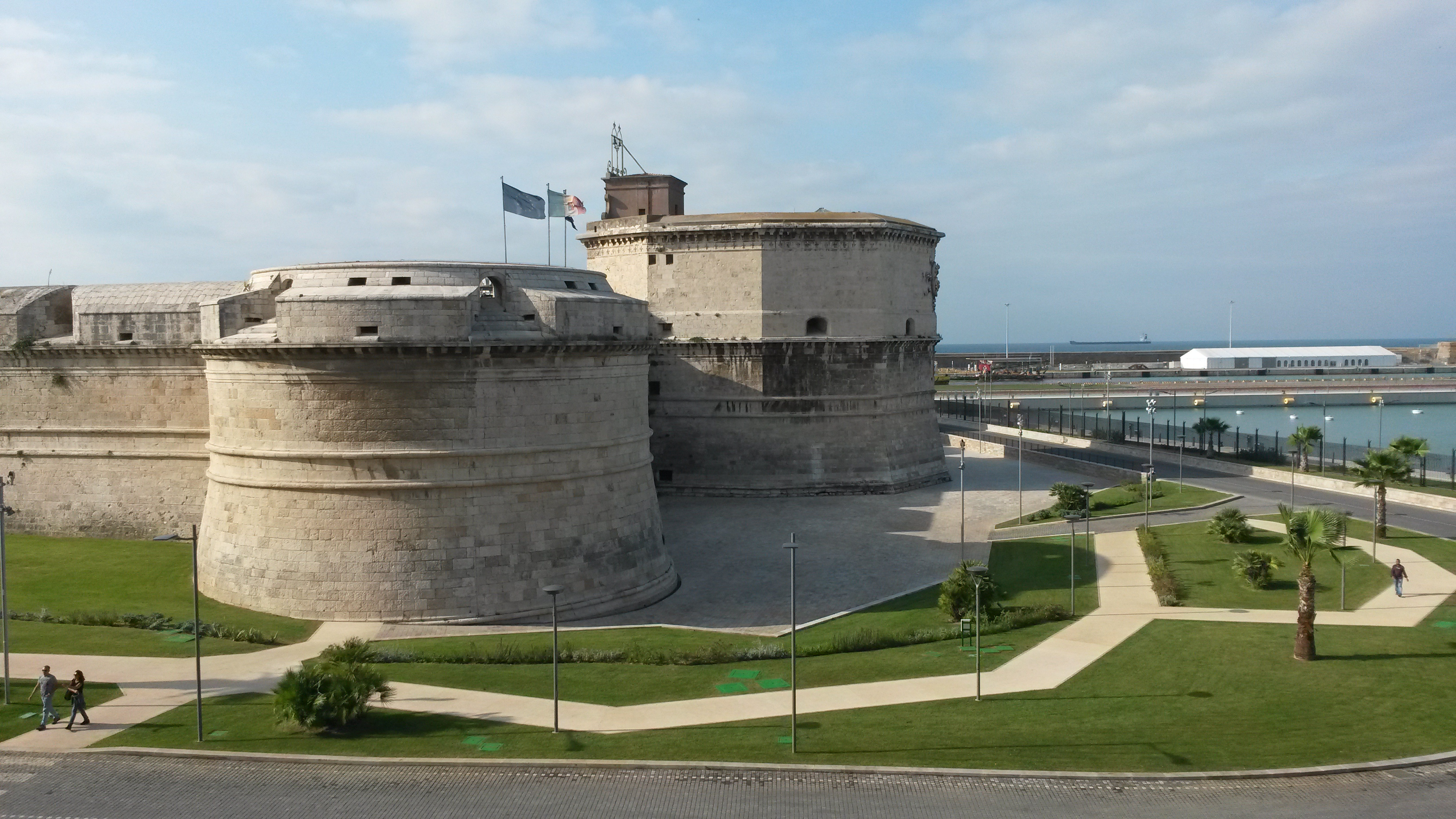
Forte Michelangelo
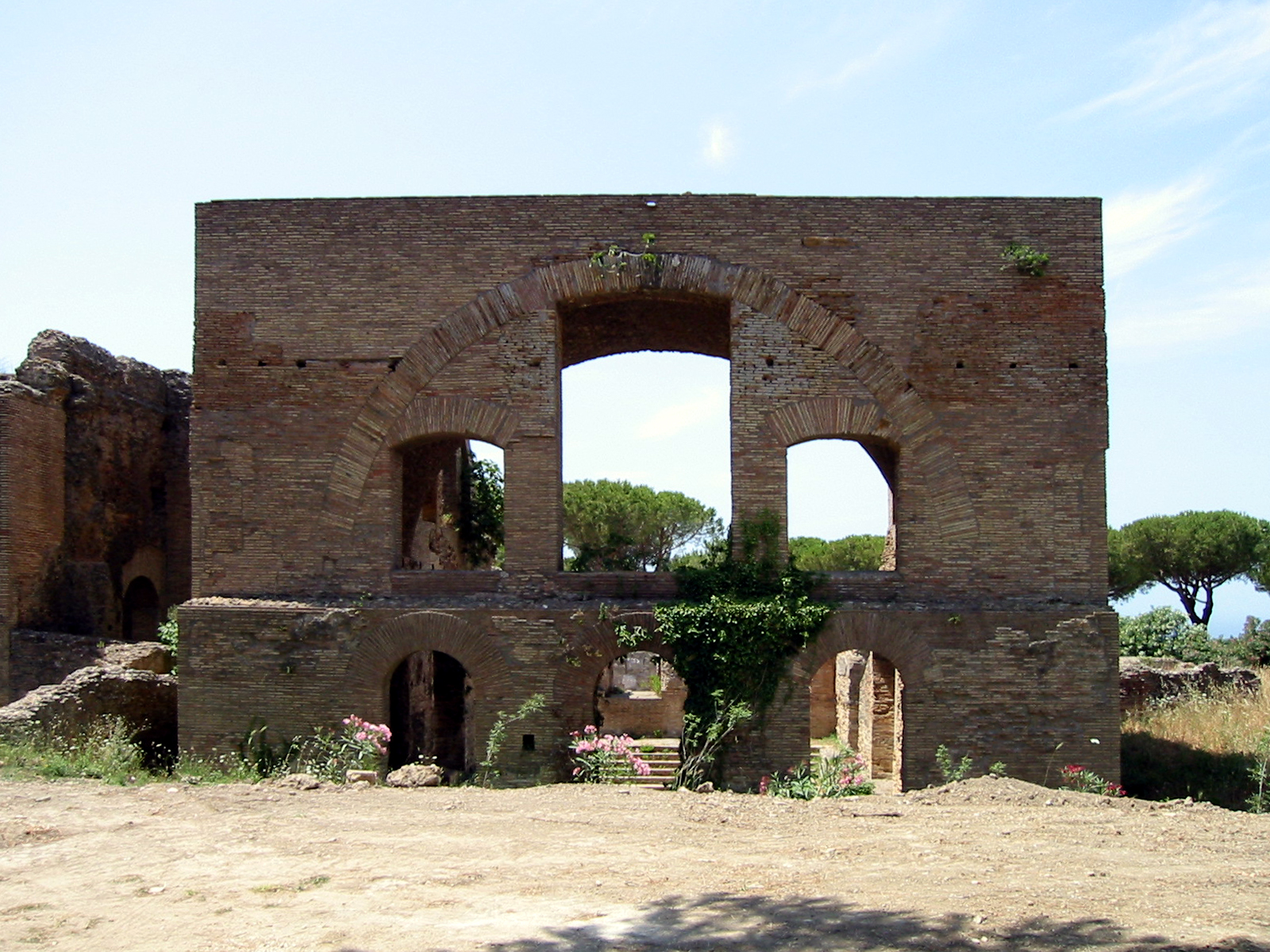
Terme Taurine, tepidárium
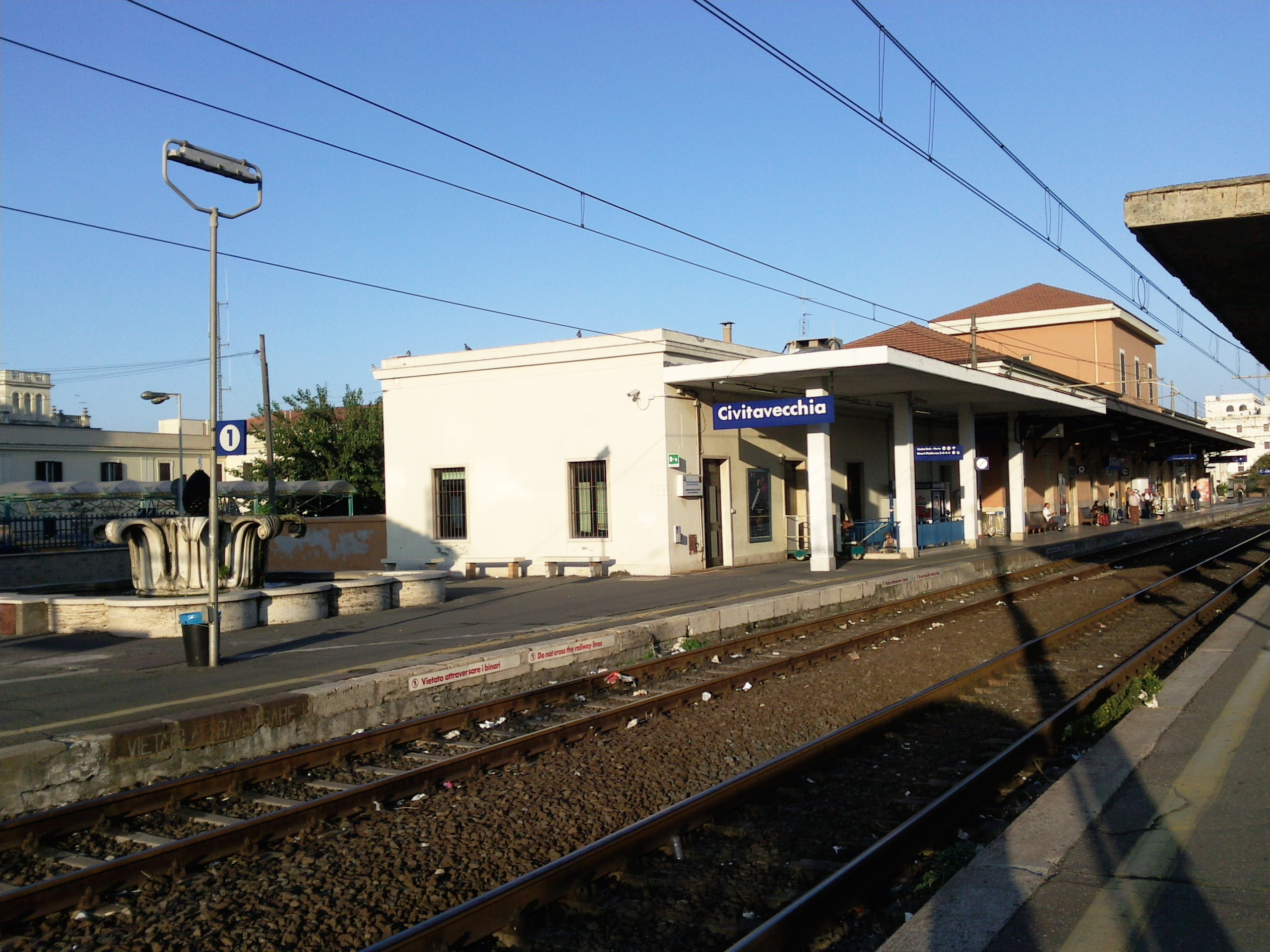
Vasútállomás

## Külső hivatkozások
- Hivatalos honlap (olaszul)